# الاثنين النظيف

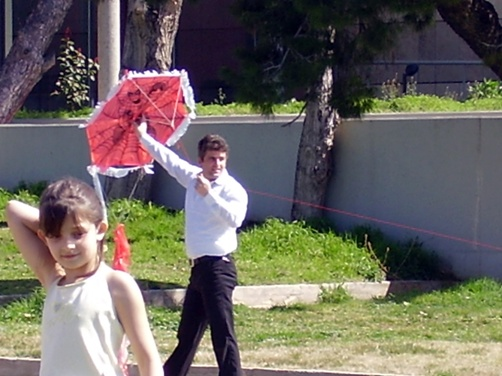
اللعب بالطائرات الورقية من تقاليد الاثنين النظيف.

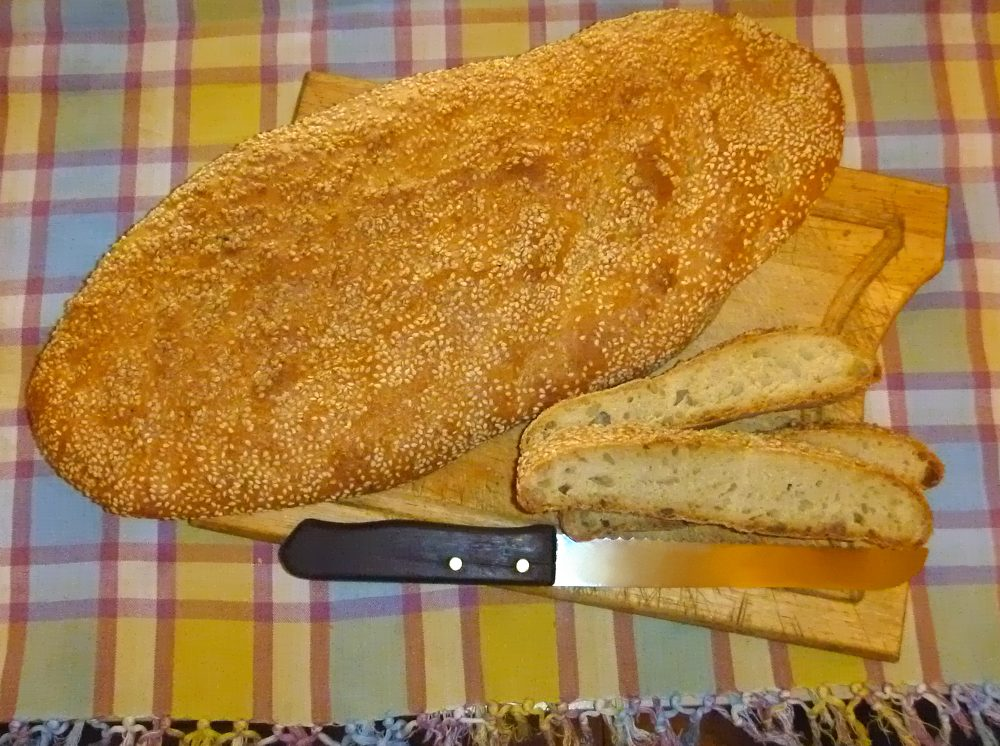
خبز لاجانا الخاص بمناسبة الاثنين النظيف.

الاثنين النظيف (باليونانيّة: Καθαρά Δευτέρα) المعروف أيضًا باسم الاثنين النقي أو الاثنين الأخضر، هو اليوم الأول من الصوم الكبير في الكنائس الأرثوذكسية الشرقية، ومسيحيون مار توما في الهند ولدى الكنائس الكاثوليكية الشرقية. وهو عيد متنقلة ويكون في بداية الأسبوع السابع قبل أحد الفصح.
المصطلح الأكثر شيوعًا لهذا اليوم، هو الاثنين النظيف، ويشير إلى ترك الخطيئة والطعام تحضيرًا للصيام. يُشار للأسبوع الأول من الصوم الكبير باسم «أسبوع النظافة»، حيث من المعتاد الذهاب إلى الاعتراف خلال هذا الأسبوع، وتنظيف المنزل بشكل جيد. من الطقوس الدينية لهذا اليوم خدمة خاصة تسمى صلاة الغروب للغفران، حيث ينحني الحاضرون لطلب المغفرة. وبهذه الطريقة، يبدأ المؤمنين حسب العقائد الأرثوذكسية الصوم الكبير بضمير نظيف، مع المغفرة، ومع تجدد المحبة المسيحية.
يوم الاثنين النظيف هو يوم عطلة رسمية في اليونان وقبرص، حيث يحتفل به من خلال التنزه في الهواء الطلق، واللعب بالطائرات الورقية، واستهلاك المحار وغيرها من المأكولات البحرية والغذائية الخاصة في الصيام؛ وتكون أغلب الأطباق الخاصة بهذا اليوم مأكولات بحرية (المحار والأسماك وغيرها)، يتم تحضير خبز خاص بالمناسبة يطلق عليه خبز لاجانا (باليونانيّة: λαγάνα).